# Angil
 (mai 2014).
Mickaël Mottet, dit Angil, est un auteur-compositeur-interprète. français. Il a été le leader du groupe Angil and the Hiddentracks entre 2000 et 2014. Il a ensuite enchaîné plusieurs projets. En 2018, il forme le groupe Lion in Bed.

## Biographie
Mickaël Mottet passe son enfance et son adolescence à Roanne (Loire).
Son premier album produit, en 2004 sur un label indépendant (Unique records, Toulouse) : Teaser for: matter, a bénéficié d'une diffusion nationale. Il révélait une musique au croisement de la pop, du folk et de la musique expérimentale, inspirée d'artistes tels que Robert Wyatt ou Lisa Germano. Son album suivant, Oulipo Saliva, faisait entendre des influences plus proches du jazz et, dans le chant, du hip-hop, influences déjà perceptibles sur l'album The John Venture, projet coréalisé avec le groupe d'électro Broadway. Sur cet album, dont le titre était un hommage à l'Ouvroir de littérature potentielle fondé par Raymond Queneau et François Le Lionnais, Mickaël Mottet s'était imposé, dans la composition des morceaux, de ne pas utiliser la lettre E dans l'écriture des textes, non plus que l'accord Mi (noté E en anglais), dans celle de la musique.
La diffusion internationale de l'album Oulipo Saliva a été assurée à partir de novembre 2008 par le label écossais Chemikal Underground.
En mai 2010, l'album The And voit le jour toujours sur son label We Are Unique! Records. L'album enregistré dans des conditions proches du live, voit la participation de nombreux artistes prestigieux avec qui Angil a noué des liens très forts, notamment pendant des tournées communes : Lætitia Sadier (de Stereolab), Jim Putnam (des Radar Bros), Françoiz Breut, Emma Pollock (des Delgados). Les deux artistes féminines de son label son également présentes au casting : Half Asleep et Raymonde Howard.
En juillet 2011 est enregistré l'album NOW au Gran Lux à Saint-Étienne. L'album sortira en mars 2012. Il sera suivi de deux maxis 25 cm sortis uniquement en vinyle, Angil and the fucking Hiddentracks et Lines.
Angil était accompagné par le groupe The Hiddentracks, formation d'une dizaine de musiciens. Les chansons d'Angil étaient placées sous une licence Creative Commons. Fin 2014, le groupe Angil and the Hiddentracks a décidé d'arrêter son activité.
Mickaël Mottet a participé a plusieurs projets depuis 2000 : Del, the John Venture, Jerri, AWAC.  
En 2018, il crée Lion in Bed, un nouveau projet musical avec sa compagne Schérazed.  

## Angil and the Hiddentracks
- Mickaël Mottet : chant lead, guitare, percussions
- Flavien Girard : batterie (également membre des groupes Jerri[5] et Deschannel[6])
- Pauline Dupuy : contrebasse, chœurs (projet solo : Contrebrassens[7])
- Jean-Christophe Lacroix : trompette, bugle, violon, chœurs
- Thomas Boudineau : trombone, chœurs (membre du groupe eUd[8] ; auteur du scénario de la série Vallée[9])
- Pierre-Alain Giraud : clarinette, clarinette basse, chœurs
- Francis Bourganel : saxophone, lame sonore, chœurs
- Estelle Farine : flûte traversière, chœurs
- Marie-Pauline Lacroix : hautbois, chœurs
- Guillaume Long[10] : illustrations en live (auteur et illustrateur de bandes dessinées)

## Discographie
- 2000 : Roma (auto-produit)
- 2000 : Ha Ha ! (label Premier Disque[11])
- 2002 : Beeguending (autoproduit)
- 2002 : Summerypy
- 2004 : Teaser for: matter (We Are Unique! Records, UR07)
- 2005 : Beginning of the fall (EP) (We Are Unique! Records, UR09)
- 2005 : Matter (EP) (We Are Unique! Records, UR10)
- 2006 : The John Venture (avec le groupe Broadway) (6am/We Are Unique! Records, UR14)
- 2007 : Oulipo Saliva (We Are Unique! Records, UR17)
- 2008 : Angil was a cat (We Are Unique! Records, UR20) vinyl 12" 4 titres, Angil envoie du flow sur 4 titres instrumentaux de King Kong Was A Cat (autre artiste du label, dont le premier album éponyme est sorti sur le label fin 2007, réf. UR18)
- 2009 : Jerri (avec le groupe Deschannel) (6am/We Are Unique! Records, UR22)
- 2010 : The And (We Are Unique! Records, UR25)
- 2012 : NOW (We Are Unique! Records, UR32)
- 2013 : Dotsy Dot (EP) (Autoproduit)
- 2013 : Angil and the fucking Hiddentracks (We Are Unique! Records, Microcultures)
- 2014 : Lines (We Are Unique Records, Microcultures)